# Montpellier

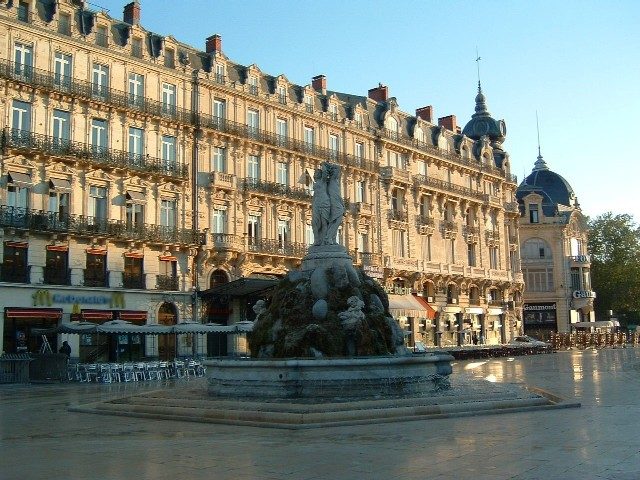
Place de la Comédie w Montpellier

Montpellier (wymowaⓘ, oksyt. Montpelhièr) – miasto w południowej Francji, w regionie Oksytania, stolica departamentu Hérault. Jest siódmym co do wielkości miastem w kraju, w granicach administracyjnych gminy liczy 302 454 mieszkańców, natomiast okręg Montpellier liczy łącznie 723 978 mieszkańców. Położone jest nad rzeką Lez, kilka kilometrów od Morza Śródziemnego, jest trzecim co do wielkości francuskim miastem na wybrzeżu, po Marsylii i Nicei. Leży 50 km na południowy zachód od Nîmes, z którym jest połączony koleją dużych prędkości TGV oraz autostradą A9.
Uniwersytet w Montpellier jest jednym z najstarszych na świecie, został założony w 1220 roku.

## Historia
Montpellier powstało w 737 r. po połączeniu dwóch wiosek i nosiło wówczas nazwę Mons pessulanus albo Pessulus. W XI wieku rozwinęło się dzięki handlowi ze Wschodem i stało się ważnym punktem etapowym na szlaku pielgrzymkowym do Santiago de Compostela. W 1141 r. uzyskało prawa miejskie.
We wczesnym średniowieczu pobliskie miasto, Maguelone, siedziba biskupstwa, było największą osadą w tym rejonie. Napady piratów prawdopodobnie zmusiły mieszkańców do przeniesienia się w głąb lądu, na miejsce obecnego Montpellier. Miasto nie ma więc, jako jedno z niewielu francuskich miast, korzeni sięgających czasów Rzymian.
Montpellier stało się własnością królów Aragonii w wyniku małżeństwa Piotra II Aragońskiego z Marią z Montpellier. Po śmierci Jakuba I Zdobywcy w 1276 r. Montpellier przypadło w udziale jego młodszemu synowi Jakubowi jako część Królestwa Majorki. W 1349 r. Jakub III z Majorki sprzedał miasto królowi Francji Filipowi VI, za 120 tys. dukatów, aby pozyskać fundusze do walki z Piotrem IV Aragońskim. W XVI wieku miasto było silnym ośrodkiem protestantyzmu.
Montpellier, miasto o tradycjach uniwersyteckich (wydział medycyny, pierwszy we Francji, założono tu w 1221 r.), w ciągu ostatnich 60 lat przekształciło się w wielki ośrodek gospodarczy. Aglomeracja rozszerza się bardzo szybko: zespoły uniwersyteckie i instytuty badawcze mieszczą się na północy; na południu skupione są zakłady przemysłowe. Na zachodzie ulokowały się dzielnice rezydencjalne. Na wschodzie nowa dzielnica Polygone jest ośrodkiem administracyjnym i handlowym (postmodernistyczne założenie urbanistyczno-architektoniczne Antigone).

## Klimat
| Miesiąc | Sty  | Lut  | Mar  | Kwi  | Maj  | Cze  | Lip  | Sie  | Wrz  | Paź  | Lis  | Gru  | Roczna |
| --- | ---- | ---- | ---- | ---- | ---- | ---- | ---- | ---- | ---- | ---- | ---- | ---- | ------ |
| Średnie temperatury w dzień [°C]                                                                             | 12,0 | 13,1 | 16,4 | 18,7 | 22,6 | 26,9 | 29,5 | 29,3 | 25,2 | 20,7 | 15,7 | 12,5 | 20,2   |
| Średnie dobowe temperatury [°C]                                                                              | 7,6  | 8,3  | 11,4 | 13,9 | 17,8 | 21,8 | 24,4 | 24,1 | 20,2 | 16,4 | 11,6 | 8,3  | 15,5   |
| Średnie temperatury w nocy [°C]                                                                              | 3,3  | 3,5  | 6,4  | 9,2  | 12,9 | 16,7 | 19,3 | 19,0 | 15,2 | 12,2 | 7,4  | 4,1  | 10,8   |
| Opady [mm]                                                                                                   | 56,2 | 39,2 | 41,5 | 55,8 | 44,0 | 32,9 | 17,1 | 35,9 | 86,7 | 94,7 | 78,1 | 57,1 | 639    |
| Średnia liczba dni deszczowych                                                                               | 5,8  | 4,1  | 4,6  | 5,8  | 5,2  | 3,6  | 2,5  | 3,4  | 4,5  | 6,2  | 6,7  | 5,5  | 58     |
| Średnie usłonecznienie [h]                                                                                   | 146  | 170  | 219  | 229  | 271  | 316  | 345  | 305  | 247  | 176  | 146  | 137  | 2705   |
| Źródło: Météo-France (liczba dni z opadami dla wartości 1 mm, 1991–2020, wysokość 1 m n.p.m., 3 km od morza) |      |      |      |      |      |      |      |      |      |      |      |      |        |

| Sty  | Lut  | Mar  | Kwi  | Maj  | Cze  | Lip  | Sie  | Wrz  | Paź  | Lis  | Gru  | Rok  |
| ---- | ---- | ---- | ---- | ---- | ---- | ---- | ---- | ---- | ---- | ---- | ---- | ---- |
| 12,6 | 12,1 | 12,5 | 14,0 | 16,8 | 19,9 | 20,7 | 20,9 | 21,1 | 18,7 | 17,2 | 14,8 | 16,8 |

## Demografia
Według danych na rok 2002 gminę zamieszkiwało 230 000 osób, a gęstość zaludnienia wynosiła 3 657 osób/km² (wśród 1545 gmin Langwedocji-Roussillon Montpellier plasuje się na 1. miejscu pod względem liczby ludności, natomiast pod względem powierzchni na miejscu 41.). 
Jednostka miejska Montpellier jak i metropolia Montpellier liczy 0,5 mln mieszkańców

## Transport
Na obrzeżach miasta położony jest port lotniczy Montpellier, który w 2019 roku obsłużył prawie 2 mln pasażerów. Lotnisko nie obsługuje połączeń do Polski. 110 km na wschód od miasta funkcjonuje międzynarodowy port lotniczy Marsylia (10,8 mln pasażerów w 2023 roku, z połączeniami do Krakowa i Wrocławia). 200 km na zachód od miasta funkcjonuje międzynarodowy port lotniczy Tuluza (9,6 mln pasażerów w 2019 roku, z połączeniami do Krakowa).
Miasto jest obsługiwane przez kolej regionalną TER Occitanie oraz kolej dużych prędkości TGV, głównie poprzez linię kolejową Nîmes–Montpellier i połączeniem do LGV Méditerranée. W planach jest połączenie do Perpignan (linia kolejowa Montpellier–Perpignan), dzięki czemu miasto uzyska dostęp do linii wysokich prędkości łączących Francję i Hiszpanię. Głównym dworcem kolejowym w mieście jest Gare de Montpellier-Saint-Roch.
Komunikacja miejska obejmuje tramwaje w Montpellier i autobusy miejskie, oba obsługiwane przez operatora TaM.

## Zabytki
- gotycka katedra pw. św. Piotra

## Nauka
Od 1160 r. działa w Montpellier wyższa szkoła prawnicza, a w 1180 r. powołano do życia uniwersytet. W latach 30. XVI wieku ukończył tu studia astrolog, lekarz powołany później na dwór Katarzyny Medycejskiej – Nostradamus (właściwie Michel de Nostre-Dame, 1503–1566), a także pisarz, lekarz i humanista François Rabelais (1484–1553).

## Edukacja
- École nationale de l’aviation civile
- École pour l’informatique et les nouvelles technologies
- Montpellier Business School

## Sport
- Montpellier Hérault Rugby – klub rugby
- Montpellier HSC – klub piłkarski
- Montpellier Agglomération Handball – klub piłki ręcznej mężczyzn

## Miasta partnerskie
- Stany Zjednoczone: Louisville
- Niemcy: Heidelberg
- Hiszpania: Barcelona
- Chiny: Chengdu
- Izrael: Tyberiada
- Maroko: Fez